# Pribac Hrebeljanović
Pribac Hrebeljanović (en serbio cirílico: Прибац Хребрелановић, aprox. 1300), fue el canciller del emperador Esteban Uroš IV Dušan.
El nombre de su esposa es desconocido pero se sabe que su hijo Lazar Hrebeljanović nació en aprox. 1329. Tuvo una hija llamada Dragana, y otro cuyo nombre es desconocido.

## La entrada a la corte de Dušan
Durante la oposición de Dušan a su padre Esteban Uroš III Dečanski, Pribac apoyo a Dušan. Una vez rey, Dušan no lo olvidó y le dio su primer título de nobleza y un cargo administrativo. En la corte del rey Dušan, llevó la vida de la corte como los muchos nobles que vivían cerca del rey. Pribac no fue particularmente rico ni poderoso, pero tenía una reputación de rectitud y honestidad que lo convirtió en un hombre respetado.

## El canciller Pribac
Al producirse la ascensión al título de emperador por Dušan en 1346, muchos nobles también recibieron un título, Pribac recibió el de canciller del Imperio serbio. Mientras tanto, Dušan se fijó en él y lo vio como un hombre competente. Estaba entre uno de los pocos nobles en recibir tierras además de un título, la ciudad de Prilepac, lugar de nacimiento de Lazar y la ciudad de Prizrenac.

## La educación de Lazar
Pribac demostró ser un canciller competente y hábil, manejó el imperio con habilidad y siempre encontró los medios financieros para satisfacer la maquinaria militar y de conquista del emperador. Desde muy temprana edad, hizo vivir a su hijo Lazar en la corte. Lazar adquirió de su padre todos los trucos y las complejidades de la política y el arte de gobernar un imperio.